# Alvin et les Chipmunks contre Frankenstein
 (mai 2014).
Si vous disposez d'ouvrages ou d'articles de référence ou si vous connaissez des sites web de qualité traitant du thème abordé ici, merci de compléter l'article en donnant les références utiles à sa vérifiabilité et en les liant à la section « Notes et références ».
Pour plus de détails, voir Fiche technique et Distribution.
Alvin et les Chipmunks contre Frankenstein (Alvin and the Chipmunks Meet Frankenstein) est un film d'animation américain produit par Bagdasarian Productions et Universal Animation Studios, distribué par Universal Studios Home Entertainment, inspiré des personnages de Alvin et les Chipmunks et sorti directement en vidéo en 1999.

## Synopsis
Les Chipmunks font un show dans un parc d'attractions appelé Majestic Movie Studios (une parodie de Universal Studios Hollywood). Lors de l’entracte, les Chipmunks se perdent, et finissent par être enfermés à l'intérieur du parc. Ils s'abritent dans le Château de Frankenstein attraction, où un véritable docteur Frankenstein travaille sur sa créature. Le monstre est amené à la vie, et le médecin l'envoie à la poursuite des Chipmunks. Dans leur fuite, le monstre récupère l'ours en peluche de Théodore, qui est tombé.
Le monstre trouve la maison des Chipmunks et redonne l'ours à Théodore, qui se lie rapidement d'amitié avec lui. Les Chipmunks constatent que le monstre (que Théodore a surnommé Frankie) a vraiment bon cœur. Dave va au parc pour réserver un concert le soir pour célébrer la première d'un film prévu. Dr Frankenstein trouve Frankie chez les Chipmunks, et, furieux de la bienveillance du monstre, kidnappe Alvin. Simon, Théodore, et Frankie, pressés, retournent au parc afin de sauver Alvin.
Dr Frankenstein oblige Alvin à boire une potion et induit un choc électrique puissant. Alvin est libéré par Frankie, et après que Simon ait volé le livre de potions du savant, les quatre amis s'échappent de nouveau dans le parc. Peu de temps après, le processus subi par Alvin fait son effet, transformant Alvin en un monstre de dessin animé loufoque. Alvin échappe à la première du film, semant le chaos et causant des ravages sur son passage. En utilisant le livre de potions, Simon et Théodore mélangent l'antidote à l'aide de divers produits alimentaires présents sur le buffet, et le donnent à Alvin pendant qu'il se déchaîne. Alvin retrouve sa forme initiale, et les Chipmunks vont effectuer leur concert.
Avant que le concert ne commence, le Dr Frankenstein tente de retransformer Alvin en monstre de cartoon fou, mais son plan est déjoué par Frankie. Théodore présente Frankie au public, en promettant que Frankie n'apportera pas de malheurs s'il est bien traité.

## Doublage

### Voix originales
- Ross Bagdasarian Jr. : Alvin Seville, Simon Seville, David Dave Séville
- Janice Karman : Théodore Seville
- Bradley Baker Dee : Phil le Bus Driver
- Michael Bell : le Dr Frankenstein
- Mary Kay Bergman : Mère
- Kevin Michael Richardson : Wiley Bud / Bodyguard
- Frank Welker : Frankie, le monstre / Sammy Squirrel
- Jim Meskimen : M. Ted Yesman

### Voix françaises
- Michel Dodane : Alvin Seville
- Jean-François Kopf : Simon Seville
- Pierre Tessier : David Dave Séville
- Marc Bretonnière :Phil le chauffeur de bus / Un policier / Un Gardien de la sécurité / Bud Wiley
- Erik Colin : le Dr Frankenstein
- Olivier Constantin : voix chantée de Sammy l’Écureuil

## Chansons
- Things Out There
- If a Monster Came in Our Room
- If You Wanna Have Friends
- Dem Bones

## Détails
- Dans une scène du film, les Chipmunks passent devant un panneau indiquant Castillo Avenue, et on peut voir un restaurant nommé Selma lors de la première partie du parc. Ce ne sont autres que des clins d'œil à Kathi Castillo, le producteur du film, et à Selma Edelman, l'assistant producteur.
- Les chaussures de Théodore sont orange et non bleues comme dans la série.
- Simon porte des lunettes noires pour la première fois depuis la Saison 1 de Alvin et les Chipmunks.
- Lorsque les montagnes russes vont plus vite qu'à la normale, les visages des Chipmunks se déforment, prennent le graphisme qu'ils avaient dans The Show Alvin, leur première apparition (en 1958) avant de retrouver leur forme initiale.